# 소팔라

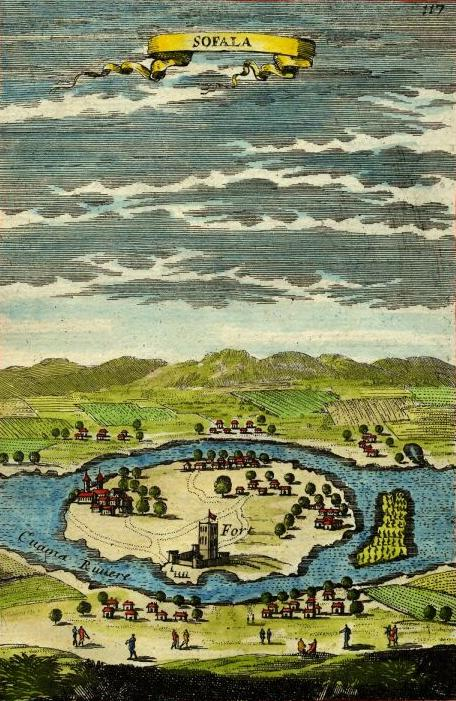

소팔라, 또는 노바 소팔라는 무타파 제국의 주요 항구였다. 소팔라는 모잠비크의 소팔라주에 위치해 있었다.

## 역사
소팔라는 무타파 제국의 주요 항구로, 금을 주로 거래하는 항구였다. 포르투갈인 작가 톰 로페는 소팔라가 성경의 금광 오피르와 오피르의 통치자 스바 여왕과 연관이 있다고 생각했다.